# 罗德尼区
羅徳尼區（Rodney District), 是新西蘭奧克蘭大區的一個組成部分，位於奧克蘭大區的最北端.

## 面積
二千四百二十七點一平方公里

## 簡單歷史
羅德尼區是紀念一七六九年庫克船長（ Captain James Cook ) 的海軍上將（ Sir George Brydges Rodney ) 而命名.
一八四零年至一九八九年，分別歸海倫威爾縣（ Helenville county ) 和羅德尼縣（ Rodney county ) 管轄.
一九八九年起，改屬奧克蘭市議會管轄.

## 人口
根據紐西蘭統計局在二零一三年公佈的人口普查结果，羅德尼區的總人口是五萬四千八百七十九人